# Anomis albitarsata
Anomis albitarsata là một loài bướm đêm trong họ Erebidae.